# Antonio Greco
Antonio Greco (né le 17 septembre 1923 en Argentine et mort à une date inconnue) fut un footballeur international bolivien, qui évolua au milieu de terrain.

## Biographie

### Club
Pendant sa carrière de club, Antonio a joué dans le club bolivien du Litoral La Paz.

### International
Il est surtout connu pour avoir été sélectionné par l'entraîneur italien Mario Pretto pour disputer la coupe du monde 1950 au Brésil avec l'équipe de Bolivie, où son équipe ne passe pas le 1er tour, éliminée par le futur champion du monde, l'Uruguay.